# Felipe Oliveira
Felipe Pinto Viana de Oliveira, noto semplicemente come Felipe Oliveira o con lo pseudonimo Mancha (Rio de Janeiro, 16 dicembre 1992), è un giocatore di calcio a 5 brasiliano naturalizzato romeno.

## Carriera
Con Vasco da Gama e Botafogo ha vinto tre campionati carioca mentre con l'Informatica Timișoara ha vinto un campionato romeno, due coppe nazionali e una supercoppa. Ottenuta la cittadinanza romena, nel 2017 ha esordito con la nazionale rumena con cui partecipa, l'anno successivo, all'Europeo 2018.